# Matthew Lombardi
Matthew Lombardi (* 18. März 1982 in Montréal, Québec) ist ein ehemaliger kanadischer Eishockeyspieler italienisch-schottischer Abstammung, der im Verlauf seiner aktiven Karriere zwischen 1998 und 2016 unter anderem 576 Spiele für die Calgary Flames, Phoenix Coyotes, Nashville Predators, Toronto Maple Leafs und Anaheim Ducks in der National Hockey League auf der Position des Centers bestritten hat. Seinen größten Karriereerfolg feierte Lombardi im Trikot der kanadischen Nationalmannschaft mit dem Gewinn der Goldmedaille bei der Weltmeisterschaft 2007. Darüber hinaus war er dreimal beim prestigeträchtigen Spengler Cup erfolgreich.

## Karriere
Matthew Lombardi begann seine Karriere als Eishockeyspieler 1998 bei den Tigres de Victoriaville aus der Ligue de hockey junior majeur du Québec, für die er insgesamt vier Jahre lang spielte. Lombardi wurde im NHL Entry Draft 2000 als insgesamt 215. Spieler von den Edmonton Oilers ausgewählt. Da er jedoch nie einen Vertrag bei den Oilers unterschrieb, wurde er wieder in den Entry Draft aufgenommen und im NHL Entry Draft 2002 als insgesamt 90. Spieler von den Calgary Flames ausgewählt.

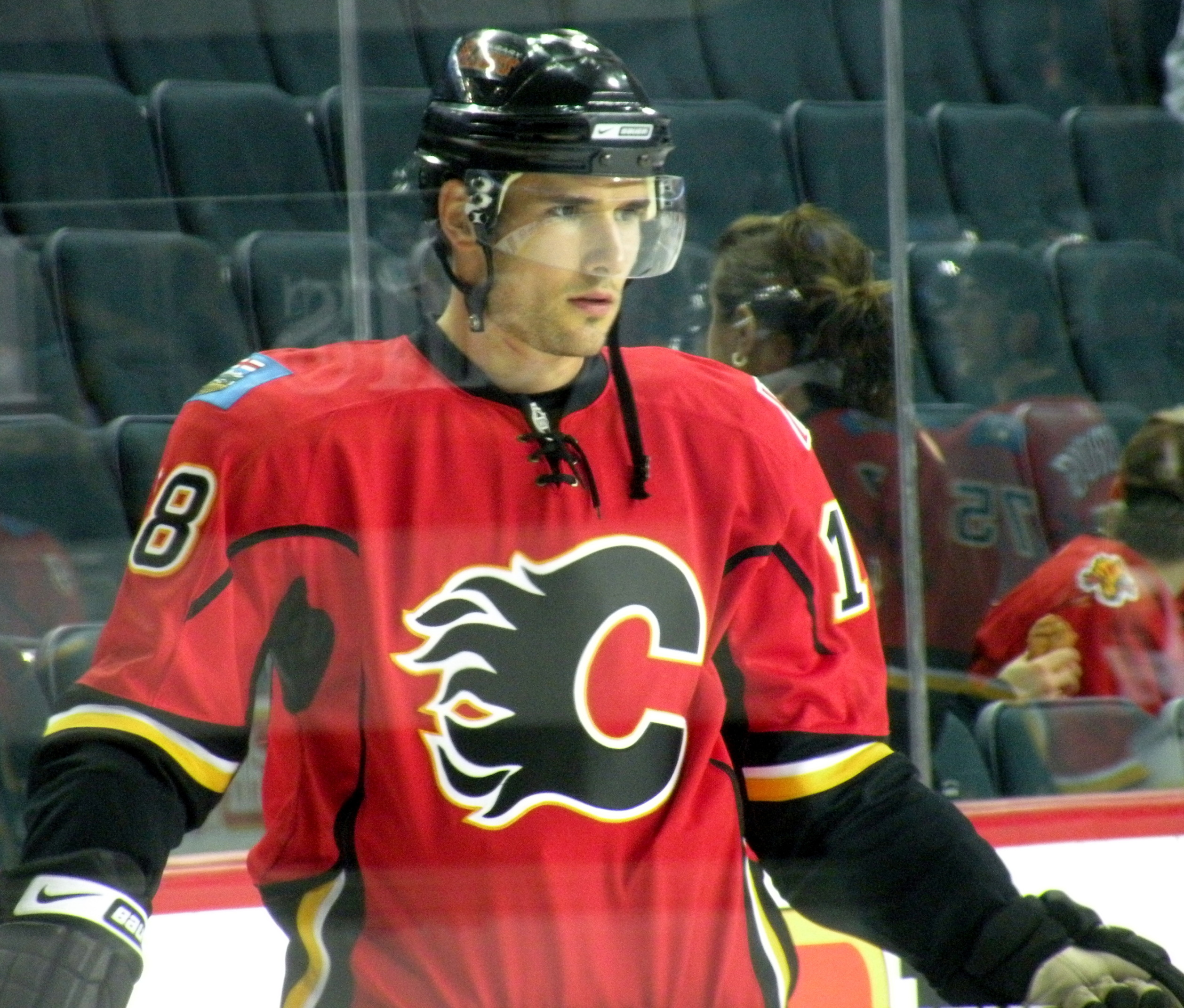
Lombardi im Trikot der Calgary Flames

In der Saison 2002/03 spielte der Angreifer ausschließlich für das damalige Farmteam Calgarys, die Saint John Flames aus der American Hockey League. In der folgenden Spielzeit stand er jedoch ausschließlich für die Calgary Flames in der National Hockey League auf dem Eis und erreichte mit seiner Mannschaft die Finalspiele um den Stanley Cup. Dort unterlag er mit seiner Mannschaft den Tampa Bay Lightning. Durch eine Ellbogenverletzung, die er sich in den Playoffs zuzog, konnte Lombardi monatelang nicht spielen.
Während des Lockout in der NHL-Saison 2004/05 spielte Lombardi für das damalige AHL-Farmteam der Flames, die Lowell Lock Monsters. Aufgrund seiner Verletzung aus der Vorsaison spielte er jedoch nur noch in neun Spielen der regulären Saison und elf Playoff-Partien. In der Saison 2005/06 spielte Lombardi zwar noch einmal für das damalige Farmteam, die Omaha Ak-Sar-Ben Knights, doch seitdem steht er ununterbrochen im NHL-Kader der Flames. Am 4. März 2009 wurde er zusammen mit Brandon Prust und einem Erstrundenwahlrecht im Tausch für Olli Jokinen zu den Phoenix Coyotes transferiert. Im Juli 2010 wechselte er zu den Nashville Predators, konnte aber aufgrund einer Gehirnerschütterung nur zwei Partien absolvieren.
Am 3. Juli 2011 wurde Lombardi in einem Tauschhandel gemeinsam mit Cody Franson im Austausch für Brett Lebda und Robert Slaney im NHL Entry Draft 2013 zu den Toronto Maple Leafs transferiert. Der Transfer beinhaltete auch ein Viertrunden-Wahlrecht im NHL Entry Draft 2013, das abhängig von der Anzahl der absolvierten Spiele Lombardis war. Nach Beendigung des NHL-Lockouts im Januar 2013 gaben ihn die Toronto Maple Leafs im Austausch für ein Viertrunden-Wahlrecht im NHL Entry Draft 2014 an die Phoenix Coyotes ab. Zur Trade Deadline am 3. April 2013 wurde er zu den Anaheim Ducks transferiert.
Für die Saison 2013/14 unterzeichnete Lombardi einen Einjahresvertrag beim Genève-Servette HC aus der Schweizer National League A. Nachdem dieser nach Saisonende nicht verlängert worden war, kehrte Lombardi in die NHL zurück und schloss sich im Juli 2014 den New York Rangers an. Diese gaben ihn im Rahmen der Vorbereitung auf die Saison 2014/15 an ihr AHL-Farmteam Hartford Wolf Pack ab. Wenige Tage später, im Oktober 2014, kehrte er allerdings zum Genève-Servette HC zurück und unterzeichnete dort einen Zweijahresvertrag, ohne in der Organisation der New York Rangers ein Spiel absolviert zu haben. Im Sommer 2016 beendete er seine aktive Karriere.

### International
Mit Kanada gewann Lombardi die Weltmeisterschaft 2007 in Moskau. Während des Turniers war Lombardi Kanadas erfolgreichster Spieler mit zwölf Scorerpunkten, darunter sechs Tore. Auch bei der Weltmeisterschaft 2009 stand er im Kader der kanadischen Auswahl, die im Finale gegen Russland unterlag.

## Erfolge und Auszeichnungen
| - 2000 Teilnahme am CHL Top Prospects Game - 2002 Coupe-du-Président-Gewinn mit den Tigres de Victoriaville - 2002 Ed Chynoweth Trophy - 2002 Memorial Cup All-Star-Team - 2004 Teilnahme am NHL YoungStars Game - 2013 Spengler-Cup-Gewinn mit dem Genève-Servette HC | - 2013 Topscorer des Spengler Cups - 2013 Spengler Cup All-Star-Team - 2014 PostFinance Top Scorer - 2014 NLA Media All-Star-Team - 2014 Spengler-Cup-Gewinn mit dem Genève-Servette HC - 2015 Spengler-Cup-Gewinn mit dem Team Canada |

### International
- 2007 Goldmedaille bei der Weltmeisterschaft
- 2009 Silbermedaille bei der Weltmeisterschaft

## Karrierestatistik

### International
Vertrat Kanada bei:
- Weltmeisterschaft 2007
- Weltmeisterschaft 2009

(Legende zur Spielerstatistik: Sp oder GP = absolvierte Spiele; T oder G = erzielte Tore; V oder A = erzielte Assists; Pkt oder Pts = erzielte Scorerpunkte; SM oder PIM = erhaltene Strafminuten; +/− = Plus/Minus-Bilanz; PP = erzielte Überzahltore; SH = erzielte Unterzahltore; GW = erzielte Siegtore; 1 Play-downs/Relegation; Kursiv: Statistik nicht vollständig)